# Colo da raiz

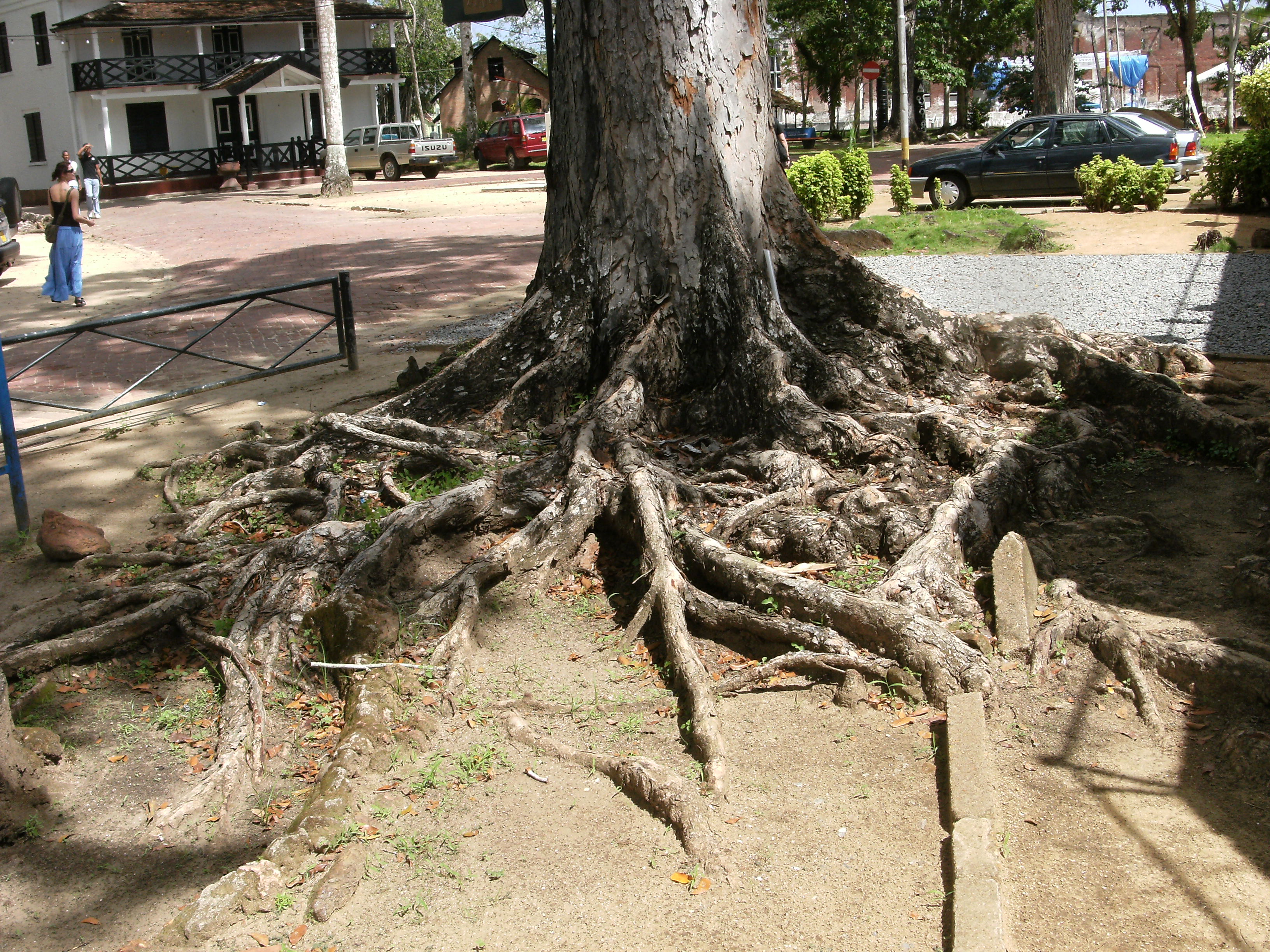
Colo exposto de uma árvore.

Colo é a designação dada em botânica e silvicultura ao limite entre o caule (mais frequentemente o tronco) e as raízes, situado ao nível do solo.

## Descrição
O colo, também conhecida como colar da raiz ou coroa da raiz, é a parte do sistema radicular de onde emerge um caule, constituindo uma zona de transição quer do ponto de vista espacial, já que em geral coincida com a superfície do solo, ou próximo dela, quer anatómico, já que as raízes e os caules têm anatomia vascular bastante diferentes, pelo que grandes mudanças vasculares ocorrem naquele ponto. Em consequência dessas especificidades, o colo geralmente parece inchado, afilado, contraído ou com o ritidoma muito fino, frequentemente com uma combinação de todas estas características.
Do ponto de vista fisiológico, sabe-se que a temperatura do colo da raiz afeta o crescimento e a fisiologia das plantas de várias maneiras. Por outro lado, o colo precisa ser exposta ao ar e 'respirar', já que essa é uma das formas das plantas absorverem oxigénio para o seu sistema radicular. Estas especificidades anatómicas e fisiológicas levam à existência de um conjunto de pragas e doenças que afetam especificamente esta parte da planta, incluindo a podridão da coroa da raiz (ou fungo da coroa da raiz) e várias espécies de escaravelhos e gorgulhos.